# Partit Socialista (Portugal)
El Partit Socialista (en portuguès: Partido Socialista, abreviat PS) és un partit polític de Portugal. És membre de la Internacional Socialista i del Partit Socialista Europeu, i al Parlament Europeu forma part del grup parlamentari de l'Aliança Progressista dels Socialistes i Demòcrates.

## Fundació (1973-1975)
El PS va ser fundat el 19 d'abril del 1973 a la ciutat alemanya de Bad Munstereifel, en un congrés de militants de l'Acció Socialista Portuguesa (en portuguès: Acção Socialista Portuguesa), que van aprovar, amb 20 vots a favor i 7 en contra, que "ponderant els superiors interessos de la Pàtria, l'actual estructura i dimensió del moviment, les exigències concretes del present i la necessitat de dinamitzar els militants per a les grans tasques del futur, s'ha deliberat transformar l'A.S.P. en el Partit Socialista". A la Declaració de Principis, aprovada l'agost del mateix any, s'apostava per la defensa del socialisme en llibertat, es definia com a objectiu últim una societat sense classes i es reconeixia el marxisme com a "inspiració teòrica predominant", per bé que essent constantment replantejat. Es va aprovar també el Programa del partit, en el qual es combinava un compromís amb el sistema parlamentari europeu i una voluntat de ruptura amb el capitalisme. El Partit Socialista va ser legalment regularitzat a Portugal l'1 de febrer del 1975, després de la Revolució dels Clavells. El seu primer secretari general va ser Mário Soares, membre fundador del partit, que acabaria esdevenint Primer Ministre i, posteriorment, President de Portugal.

## Primers governs (1975-1980)
El PS va formar part dels diversos governs provisionals que va haver-hi entre el 1974 i el 1976. El Partit Socialista va guanyar les eleccions constituents del 25 d'abril del 1975, amb un 37,9% dels vots (obtenint així 116 escons d'un total de 250), seguit del Partit Socialdemòcrata (PSD), amb un 26,4% (81 escons) i el Partit Comunista Portuguès, amb un 12,5% (30 escons), entre d'altres. Foren les primeres eleccions lliures en 50 anys a Portugal, van tenir una participació del 91,7% i d'elles en va sorgir l'Assemblea Constituent, òrgan encarregat de redactar la nova constitució, que va ser aprovada per votació el 2 d'abril del 1976.
El 25 d'abril d'aquell any es van celebrar les primeres eleccions per a l'Assemblea de la República Portuguesa, que el PS va guanyar amb un 38,4% dels vots (107 diputats de 263), seguit del PSD, amb un 24,3% (73 diputats); el Centre Democràtic Social (CDS), amb un 16,0% (42 diputats) i el Partit Comunista Portuguès, amb un 14,3% dels vots (40 diputats). Com a resultat d'aquestes eleccions, Mário Soares va esdevenir Primer Ministre. El 13 de desembre es van celebrar les primeres eleccions ; novament, el PS va ser-ne el partit vencedor, amb un 33% dels vots i seguit del PSD, amb un 24%. El 1976 es realitzaren les primeres eleccions completament democràtiques de Portugal, aconseguint el Partit Socialista de Soares la victòria simple formant un govern en minoria amb alguns independents, amb Soares com a Primer Ministre de Portugal. Davant una situació econòmica desastrosa, el govern de Soares emprengué mesures polítiques d'austeritat, les quals el feren molt impopular i generaren revoltes internes. El 1978, davant els embats polítics dels seus ex-companys comunistes, hagué de renunciar al seu càrrec.
El 27 de juliol del 1978, el President de la República, António Ramalho Eanes, escollit en eleccions presidencials el 1976 exonerà Mário Soares del seu càrrec de Primer Ministre, i dos dies després s'acabà el mandat del govern d'aquest succeint-lo tres governs nomenats pel president, en els quals els dos primers també van col·lapsar per manca de suport parlamentari. Es van convocar eleccions  extraordinàries en 1979 i l'Aliança Democrática (AD) va formar govern amb el socialista Francisco Sá Carneiro al capdavant del govern, però en ser eleccions extraordinàries i el Parlament de mandat fix, el 1980 es van convocar unes altres eleccions. El març de 1980, al III Congrés Nacional del PS, celebrat a Lisboa, Soares fou reelegit com a secretari general del partit. Amb la victòria d'AD a les eleccions legislatives de 1980, el socialista Francisco Sá Carneiro fou nomenat Primer Ministre de Portugal per segon cop.
Després de la mort de Sá Carneiro, Diogo Freitas do Amaral, líder del CDS, va esdevenir primer ministre interí fins a l'elecció d'un nou líder del Partit Socialdemòcrata (PSD), i dies després, Francisco Pinto Balsemão va ser elegit líder del PSD i va prendre possessió del càrrec de primer ministre, però els seu govern fou molt inestable i amb la seva dimissió el president convocà eleccions anticipades.

## Govern del Bloc Central i Presidència de Soares (1983-1996)
El PS va guanyar les eleccions legislatives del 25 d'abril del 1983 amb un 36,0% dels vots, per davant del PPD/PSD, amb un 27,2%. El 9 de juny de 1983 va prendre possessió el govern de coalició encapçalat per Mário Soares de coalició entre el Partit Socialista i el Partit Socialdemòcrata (PSD), però Marcelo Rebelo de Sousa i altres militants socialdemòcrates oposats a l'estratègia moderada van posar en marxa una facció anomenada Ala Nova Esperança, que va facilitar el viratge dretà liberal del partit, l'elecció d'Aníbal Cavaco Silva com a president del PSD i la sortida del govern el 5 de juny de 1985. El PSD va guanyar les eleccions legislatives del 6 d'octubre del 1985, esdevenint així Cavaco Silva el nou Primer Ministre. El 13 de novembre, Soares va dimitir també com a secretari general del PS. Soares es va presentar a les eleccions presidencials del 1986, que va guanyar, i va ser President de la República fins al 1996.
Cavaco Silva es va comprometre a dur a terme reformes estructurals en l'administració i direcció econòmica del país amb lleis marcades per l'entrada de Portugal a la Comunitat Econòmica Europea. Tanmateix, les reformes per les quals apostava van trobar una ferma oposició a l'Assemblea de la República on el Partit Renovador Democràtic (PRD) de l'expresident de la República António Ramalho Eanes, va presentar una moció de censura el 3 d'abril de 1987, aprovada amb els vots del PS, el Partit Comunista Portuguès (PCP) i el Moviment Democràtic Portuguès (MDP/CDE) i com a conseqüència, el govern va caure i el president de la República Mário Soares va dissoldre l'Assemblea i convocar eleccions per al 19 de juliol, que guanyaria el Partit Socialdemòcrata per majoria absoluta.
A les eleccions de 1987 el Partit Socialdemòcrata va guanyar la majoria absoluta amb un 50,2% dels vots i 148 escons absorbint massivament vot del Centre Democràtic Social / Partit Popular (Portugal), que va quedar reduït a la mínima expressió, i del PRD, que mai es recuperà. Fou la primera vegada que un partit guanyava per majoria absoluta, tancant una etapa d'inestabilitat política amb 16 governs en 13 anys.
A les eleccions de 1991, el partit de Cavaco Silva va obtenir una majoria del 50,6%, encara més gran que la de quatre anys abans.
En 1992 el partit va adoptar el procediment de vot directe per a l'elecció de President del partit.

## Governs, oposició i Presidència de Sampaio (1995-2014)
El PS, liderat ara per António Guterres, va tornar a guanyar les eleccions legislatives el 1995 i el 1999. Guterres fou Primer Ministre fins al 2001, quan va renunciar al càrrec. Les eleccions del 2002 van ser guanyades pel PSD, que va fer govern amb el CDS-Partit Popular (CDS-PP), amb José Manuel Durão Barroso com a Primer Ministre (càrrec que ocupà fins al 2004, quan va esdevenir President de la Comissió Europea.
El 1996, Jorge Sampaio, del PS, s'enfronta a l'ex-Primer Ministre Cavaco Silva a les eleccions presidencials. Sampaio en va ser vencedor, i va ocupar el càrrec de President de Portugal fins al 2006. Va ser el segon i, de moment, últim President pertanyent al PS. Eduardo Ferro Rodrigues va dimitir el 4 de juliol de 2004 com a secretari general del Partit després que Sampaio optés per encarregar al centredreta formar nou Govern, en comptes d'avançar les eleccions legislatives. i José Sócrates va succeir-lo com a secretari general.
El PS resultà vencedor a les eleccions legislatives del 2005 amb majoria absoluta, i José Sócrates va esdevenir el nou Primer Ministre. Mário Soares es va tornar a presentar a les eleccions presidencials del 2006 i va ser derrotat per Cavaco Silva, actual President de Portugal. Sócrates va tornar a guanyar a les eleccions del 2009, però aquest cop sense majoria absoluta. El seu govern va dimitir el 2011, i Sócrates va ser substituït com a secretari general del PS per António José Seguro.
El 5 de juny del 2011 es van tornar a celebrar eleccions legislatives, de les quals en va sortir victoriós el PSD, que va tornar a fer coalició amb el CDS-PP, proclamant-se com a Primer Ministre Pedro Passos Coelho, actualment en el càrrec. En aquestes eleccions, el PSD va obtenir 108 diputats de 230; el PS, 74; i el CDS-PP, 24.
El 2014, António Costa va ser escollit nou secretari general del PS.

## Detenció de Sócrates (2014)
José Sócrates va ser detingut a l'aeroport de Lisboa quan arribava des de París, on viu. Es troba en presó preventiva des del 25 de novembre del 2014, sota sospita d'haver comès delictes de corrupció, frau fiscal i blanqueig de capital.

## Govern d'António Costa
El 2015 el Partit Socialista va aconseguir el suport del Bloc d'Esquerra (BE) com del Partit Comunista (PCP) en un acord inaudit en 42 anys de democràcia que va permetre a António Costa convertir-se en primer ministre del país malgrat haver quedat en segona posició. El pacte de legislatura no es va repetir en 2019, però Costa va poder governar amb acords puntuals amb els seus socis. El 27 d'octubre de 2021, l'Assemblea va rebutjar els pressupostos de l'Estat proposats pel govern socialista, amb el vot en contra tant del BE com del PCP i en conseqüència, el 4 de novembre de 2021 el President Marcelo de Sousa va anunciar eleccions anticipades en les què el Partit Socialista va aconseguir un govern majoritari inesperat a l'Assemblea, el segon en la història del partit.
El tercer govern d'António Costa va resultar molt inestable amb diversos escàndols i/o polèmiques que l'afectaren. A mitjans de 2023, el govern ja havia patit 13 dimissions, d'11 secretaris d'estat i de 2 ministres. El 7 de novembre, Costa va presentar la seva dimissió en resposta a la investigació oberta pel Tribunal Suprem per aclarir si havia comès alguna irregularitat en el suport de diversos projectes empresarials, de les que finalment el Tribunal d'Apel·lació de Lisboa no va apreciar indicis.

## Pas a l'oposició
Arran de la dimissió d'António Costa es van convocar les eleccions legislatives portugueses de 2024 per al 10 de març de 2024, que van fer donar un Govern de centredreta encapçalat per Luís Montenegro. La mateixa nit electoral, davant els pitjors resultats del Partit Socialista des de les eleccions legislatives portugueses de 1985, Pedro Nuno Santos va presentar la dimissió com a líder socialista.

## Resultats electorals

### Assemblea de la República
| Any  | Líder                   | Vots         | %            | Escons    | +/- | Govern                |
| ---- | ----------------------- | ------------ | ------------ | --------- | --- | --------------------- |
| 1975 | Mário Soares            | 2,162,972    | 37.9 (#1)    | 116 / 250 |     | Assemblea Constituent |
| 1976 | Mário Soares            | 1,912,921    | 34.9 (#1)    | 107 / 263 | 9   | Minoria               |
| 1976 | Mário Soares            | 1,912,921    | 34.9 (#1)    | 107 / 263 | 9   | Coalició              |
| 1976 | Mário Soares            | 1,912,921    | 34.9 (#1)    | 107 / 263 | 9   | Oposició              |
| 1979 | Mário Soares            | 1,642,136    | 27.3 (#2)    | 74 / 250  | 33  | Oposició              |
| 1980 | Mário Soares            | Dins del FRS | Dins del FRS | 66 / 250  | 8   | Oposició              |
| 1983 | Mário Soares            | 2,061,309    | 36.1 (#1)    | 101 / 250 | 35  | Coalició              |
| 1985 | Almeida Santos          | 1,204,321    | 20.8 (#2)    | 57 / 250  | 44  | Oposició              |
| 1987 | Vítor Constâncio        | 1,262,506    | 22.2 (#2)    | 60 / 250  | 3   | Oposició              |
| 1991 | Jorge Sampaio           | 1,670,758    | 29.1 (#2)    | 72 / 230  | 12  | Oposició              |
| 1995 | António Guterres        | 2,583,755    | 43.8 (#1)    | 112 / 230 | 40  | Minoria               |
| 1999 | António Guterres        | 2,385,922    | 44.1 (#1)    | 115 / 230 | 3   | Minoria               |
| 2002 | Eduardo Ferro Rodrigues | 2,068,584    | 37.8 (#2)    | 96 / 230  | 19  | Oposició              |
| 2005 | José Sócrates           | 2,588,312    | 45.0 (#1)    | 121 / 230 | 25  | Majoria               |
| 2009 | José Sócrates           | 2,077,238    | 36.6 (#1)    | 97 / 230  | 24  | Minoria               |
| 2011 | José Sócrates           | 1,566,347    | 28.1 (#2)    | 74 / 230  | 23  | Oposició              |
| 2015 | António Costa           | 1,747,685    | 32.3 (#2)    | 86 / 230  | 12  | Oposició              |
| 2015 | António Costa           | 1,747,685    | 32.3 (#2)    | 86 / 230  | 12  | Minoria               |
| 2019 | António Costa           | 1,903,687    | 36.3 (#1)    | 108 / 230 | 22  | Minoria               |
| 2022 | António Costa           | 2,302,601    | 41.4 (#1)    | 120 / 230 | 12  | Majoria               |
| 2024 | Pedro Nuno Santos       | 1.812.443    | 28,0 (#2)    | 78 / 230  | 42  | Oposició              |
| 2025 | Pedro Nuno Santos       | 1.394.501    | 23,38 (#2)   | 58 / 230  | 20  | Oposició              |

### Parlament Europeu
| Any  | Líder                       | Vots      | %         | Escons  | +/- |
| ---- | --------------------------- | --------- | --------- | ------- | --- |
| 1987 | Maria de Lourdes Pintasilgo | 1,267,672 | 22.5 (#2) | 6 / 24  |     |
| 1989 | João Cravinho               | 1,184,380 | 28.5 (#2) | 8 / 24  | 2   |
| 1994 | António Vitorino            | 1,061,560 | 34.9 (#1) | 10 / 25 | 2   |
| 1999 | Mário Soares                | 1,493,146 | 43.1 (#1) | 12 / 25 | 2   |
| 2004 | António Costa               | 1,516,001 | 44.5 (#1) | 12 / 24 | =   |
| 2009 | Vital Moreira               | 946,818   | 26.5 (#2) | 7 / 22  | 5   |
| 2014 | Francisco Assis             | 1,033,158 | 31.5 (#1) | 8 / 21  | 1   |
| 2019 | Pedro Marques               | 1,106,328 | 33.4 (#1) | 9 / 21  | 1   |
| 2024 | Marta Temido                | 1,266,802 | 32,1 (#1) | 8 / 21  | 1   |

### Eleccions regionals
| Regió   | Any  | Líder            | Vots   | %         | Escons  | +/- | Govern   |
| ------- | ---- | ---------------- | ------ | --------- | ------- | --- | -------- |
| Açores  | 2024 | Vasco Cordeiro   | 41,538 | 35.9 (#2) | 23 / 57 | 2   | Oposició |
| Madeira | 2023 | Sérgio Gonçalves | 28,840 | 21.3 (#2) | 11 / 47 | 8   | Oposició |

## Membres del partit

### Secretaris Generals
- Mário Soares: 1973 - 1986
- Almeida Santos (interino): 1986
- Vitor Constâncio: 1986 - 1989
- Jorge Sampaio: 1989 - 1992
- António Guterres: 1992 - 2002
- Ferro Rodrigues: 2002 - 2004
- José Sócrates: 2004 - 2011
- António José Seguro: 2011 - 2015
- António Costa: 2015 -

### Primers Ministres
- Mário Soares: 1976 - 1978, 1983 - 1985
- António Guterres: 1995 - 2002
- José Sócrates: 2005 - 2011
- António Costa: 2015 -

### Presidents de la República
- Mário Soares: 1986 - 1996
- Jorge Sampaio: 1996 - 2006